# Occultation d'étoiles par Uranus
Les occultations d'étoiles brillantes par Uranus visibles depuis la Terre sont rares du fait du faible mouvement apparent de la planète par rapport aux étoiles. Cependant, ces événements ont apporté de nombreuses informations sur le système uranien.